# Sfinks

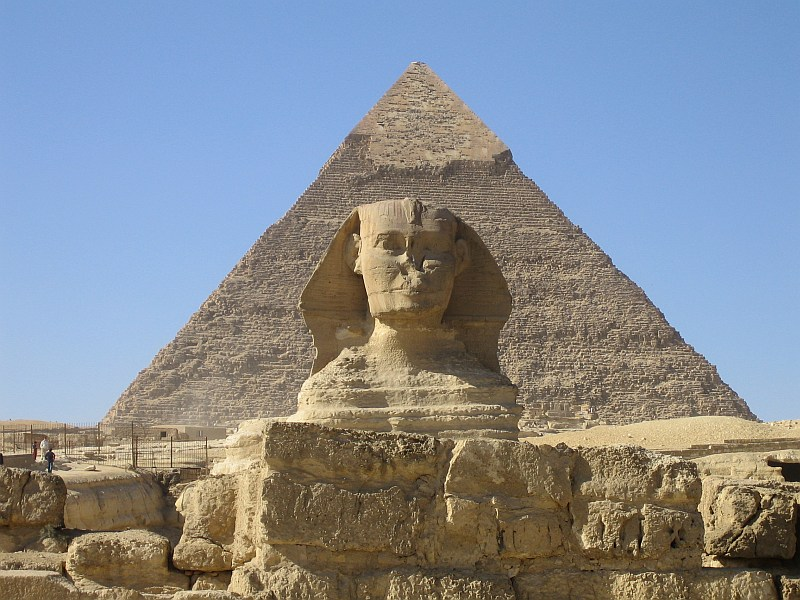
Wielki Sfinks z Gizy, z piramidą Chefrena na drugim planie

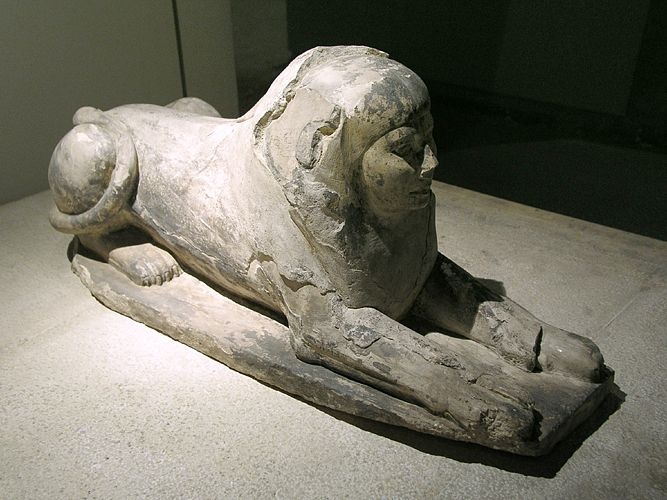
Rzeźba przedstawiająca Hetepheres II z IV dynastii (Muzeum w Kairze)

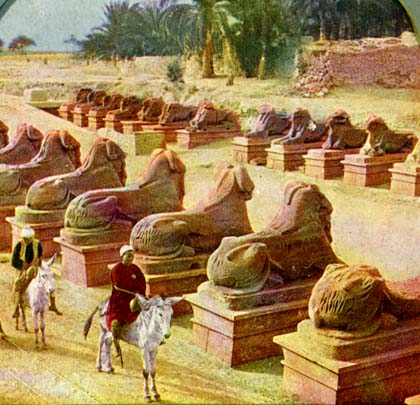
Aleja sfinksów z baranimi głowami w Karnaku, datowanych na XVIII dynastię

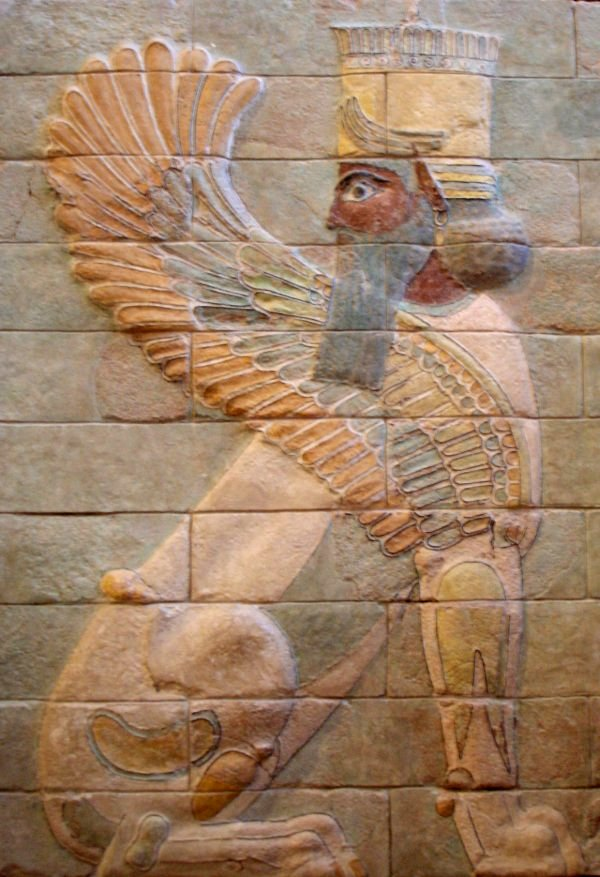
Uskrzydlony sfinks z pałacu Dariusza I Wielkiego, Suza, 480 p.n.e.

Sfinks (lub czasem Fiks, stgr. Σφίγξ Sphínks lub Φίξ Phíks, łac. Sphinx lub Phix) – mityczne stworzenie, przedstawiane zazwyczaj jako lew z ludzką głową (ale nie zawsze, zdarza się czasami że sfinksy mają głowy ptaków – sokołów albo orłów – lub głowy baranów). Wizerunek ten wywodzi się z czasów egipskiego Starego Państwa – tworzonym wówczas rzeźbom starożytni Grecy nadali nazwę, określającą żeńskiego potwora, „dusicielkę”, wywodzącą się z greckiej mitologii. Podobne stworzenia pojawiają się także w kulturze południowo-wschodniej Azji. W sztuce europejskiej sfinks stał się popularnym motywem zdobniczym w renesansie. Później wizerunek tego stworzenia, często bardzo zbliżony do oryginalnej, egipskiej wersji, pojawił się w wielu innych kulturach.

## Pochodzenie nazwy
Słowo „sfinks” wywodzi się z greckiego Σφίγξ, powstałego prawdopodobnie od czasownika σφίγγω (sphíngō) – „dusić”. Być może zostało ono stworzone przez osoby, które obserwowały sposób polowania lwic, zaciskających zęby na szyi swojej ofiary i czekających na jej uduszenie. Jednak historyk Susan Wise Bauer twierdzi, że greckie słowo „sfinks” powstało na skutek zniekształcenia egipskiego szesepankh, oznaczającego „żyjący obraz”. Według niej odnosiło się ono raczej do posągów sfinksów, które zostały wyrzeźbione z „żywej skały” (tzn. kamienia, który znaleziono na miejscu budowy, a nie np. sprowadzono z kamieniołomów), a nie na określenie mitycznego stworzenia.

## Starożytny Egipt i inne wczesne cywilizacje
Najczęściej sfinksy opisywano jako strażników świątyń. Miały one strzec także grobów królewskich. Najstarsza znana rzeźba sfinksa została znaleziona w Göbekli Tepe w Turcji. Jej wiek oceniany jest na 9500 lat p.n.e. Być może najstarszą rzeźbą sfinksa w Egipcie starożytnym była ta przedstawiająca Hetepheres II z IV dynastii (2723–2563 p.n.e.). Największym i najsłynniejszym wyobrażeniem mitologicznego stworzenia jest Wielki Sfinks z Gizy (arab. ‏أبو الهول‎), pochodzący z czasów tej samej dynastii. Choć dokładny czas skonstruowania tej rzeźby nie jest znany, uważa się, że posiada ona twarz faraona Chefrena. Wielu późniejszych faraonów stawiało obok swych budowanych grobowców figury lwów z ludzkimi głowami, będącymi wizerunkami tych władców, aby wskazać na swe bliskie kontakty z Sechmet (boginią-lwicą). Motyw sfinksa był również używany szeroko dla zdobienia poboczy alei wiodących do grobów i świątyń, jak również jako np. ukoronowanie wysokich schodów. 900 rzeźb sfinksów z baranimi głowami, symbolizującymi Amona, zostało zbudowanych w Tebach, gdzie kult tego boga był najsilniejszy.
Poza rzeźbą z Gizy, inne słynne egipskie wyobrażenia sfinksa to granitowy posąg o głowie władczyni Hatszepsut, znajdujący się obecnie w Metropolitan Museum of Art w Nowym Jorku, oraz alabastrowy sfinks z Memfis.

## Starożytna Grecja
Od epoki brązu cywilizacja helleńska miała handlowe i kulturowe kontakty z Egiptem. Jeszcze przed zajęciem go przez Aleksandra Wielkiego grecką nazwę „sfinks” nadano wspomnianym rzeźbom. Greccy historycy i geografowie pisali o Egipcie, czasem nazywając rzeźby lwów z baranimi głowami kriosfinksami, a te z łbami ptaków – hierokosfinksami.
W greckiej mitologii Sfinks była żeńskim demonem zniszczenia i złego losu, przedstawianym jako potwór o głowie i piersiach kobiety, ciele lwa, skrzydłach orła i wężowym ogonie zakończonym gadzim łbem. Zdaniem Pierre’a Grimala, właściwą nazwą postaci było Fiks, Φίξ. Takie określenie pojawia się także w 326 wersie Theogonii Hezjoda. Jego zdaniem, rodzicami stwora byli Echidna i Orthros. Według innych autorów, jej ojcem był Tyfon. Wszystkie te stworzenia były bóstwami chtonicznymi pochodzącymi z najwcześniejszych mitów starożytnej Grecji, opisujących czasy, zanim bogowie olimpijscy rozpoczęli swe rządy.
Sfinks był symbolem antycznego państwa-miasta Chios. Stworzenie to widniało na pieczęciach i monetach pochodzących z VI w. p.n.e. do III wieku n.e. Było także motywem zdobniczym pojawiającym się na posągach Ateny Partenos (jako zwieńczenie hełmu bogini).

### Zagadka Sfinksa
W greckich mitach pojawiała się informacja, że Sfinks została sprowadzona przez Herę lub Aresa z Etiopii. Sfinks zadawała zagadkę napotkanym ludziom, a za brak odpowiedzi zrzucała w przepaść (według Jana Parandowskiego). We wczesnych wersjach mitu nie podawano dokładnie treści zagadki Sfinksa. Później wskazywano, że brzmiała ona następująco: Co to za zwierzę, obdarzone głosem, które z rana chodzi na czworakach, w południe na dwóch nogach, a wieczorem na trzech? Sfinks dusiła każdego, kto nie potrafił udzielić prawidłowej odpowiedzi. Zagadkę rozwiązał dopiero Edyp, który odpowiedział: Człowiek chodzi rano, to jest w dzieciństwie na czworakach; gdy urośnie, staje się zwierzęciem dwunożnym; a w starości, która jest życia wieczorem, podpiera się laską, jakby mu trzecia noga przybyła. Rzadziej pojawia się wersja mitu z inną zagadką Sfinks, która chciała wiedzieć, kim są dwie siostry: jedna rodzi drugą, a ta rodzi tę pierwszą. Odpowiedzią było: dzień i noc (oba słowa są rodzaju żeńskiego w języku greckim). Gdy Edyp odgadł zagadkę Sfinksa, potwór rzucił się w przepaść, gdzie strącał ludzi (inna wersja mówi o tym, że stwór pożarł sam siebie). Wydarzenie to interpretowane jest symbolicznie – Edyp miał przyspieszyć tutaj zerwanie ze starymi praktykami religijnymi, reprezentowanymi przez Sfinksa, i nadejście czasów rządów nowych bóstw olimpijskich.